# Adam Twardo
Adam Twardo (* 26. Mai 1983 in Płock) ist ein polnischer Handballspieler.
Der 1,98 Meter große und 93 Kilogramm schwere linke Rückraumspieler stand bis 2013 bei Wisła Płock unter Vertrag. Mit diesem Verein spielte er im EHF-Pokal (2009/10, 2012/13), der EHF Champions League (2003, 2005, 2006, 2007, 2009, 2012) und dem Europapokal der Pokalsieger (2004, 2006, 2007, 2008, 2011). Mit Wisła Płock gewann er 2004, 2005, 2006, 2008 und 2011 die polnische Meisterschaft. Zuvor spielte er bei Wychowanek. Im Sommer 2013 wechselte er zu Górnik Zabrze.
Adam Twardo steht im Aufgebot der polnischen Nationalmannschaft, so für die Handball-Europameisterschaft 2010.